# Cratere Liais
Liais  è un cratere sulla superficie di Marte.